# Adurtza
Adurtza en euskara et officiellement ou Adurza en espagnol est un quartier de la ville de Vitoria-Gasteiz.
Il est situé dans le sud-est de la ville. Sa limite nord est marquée par les voies du chemin de fer. À l'est et le sud ses limites sont ceux de la ville. À l'ouest et nord-ouest il est limité avec le quartier de San Kristobal. Il compte 7.847 habitants.
Bien que le quartier d'Adurtza proprement dit ne soit pas très grand, dans les limites de ce quartier on inclut la zone Industrielle d'Uritiasolo et les quartiers d'Iturritxu et d'Errekaleor.

## Histoire

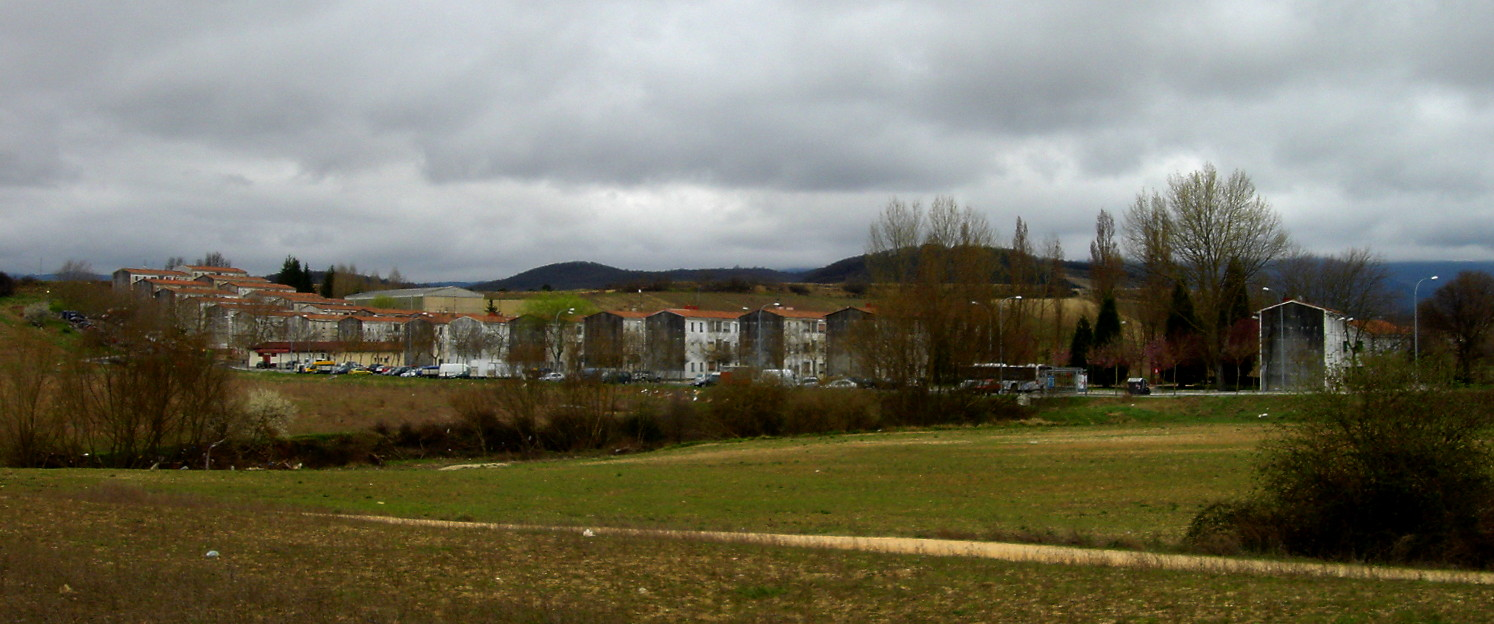
Quartier d'Errekaleor

Au Moyen Âge il a été un village du nom de Adurzahá (1025), qui figurait dans le Cartulaire des villages de San Millán entre les villages d'Olaritzu (actuellement dépeuplé) et Gasteiz (la future Vitoria). Dans cette bourgade passait une ancienne chaussée romaine et une voie secondaire de la Route jacobine. Adurza a été un des vieux villages cédés à la ville de Vitoria en 1258. Au fil du temps il s'est transformé en faubourg et en quartier de ville et a été connue comme San Kristobal, par l'ermitage (ancienne église du bourg) consacré à ce saint.
À la fin de la décennie des années 1950 on a engagé une urbanisation de l'actuel quartier d'Adurtza situé au sud-est de celui de San Kristobal. Dans les années 1970 on a mis en marche les polygones d'Entrevías et d'Iturritxu qui ont complété le quartier.